# Thialfi en Röskwa

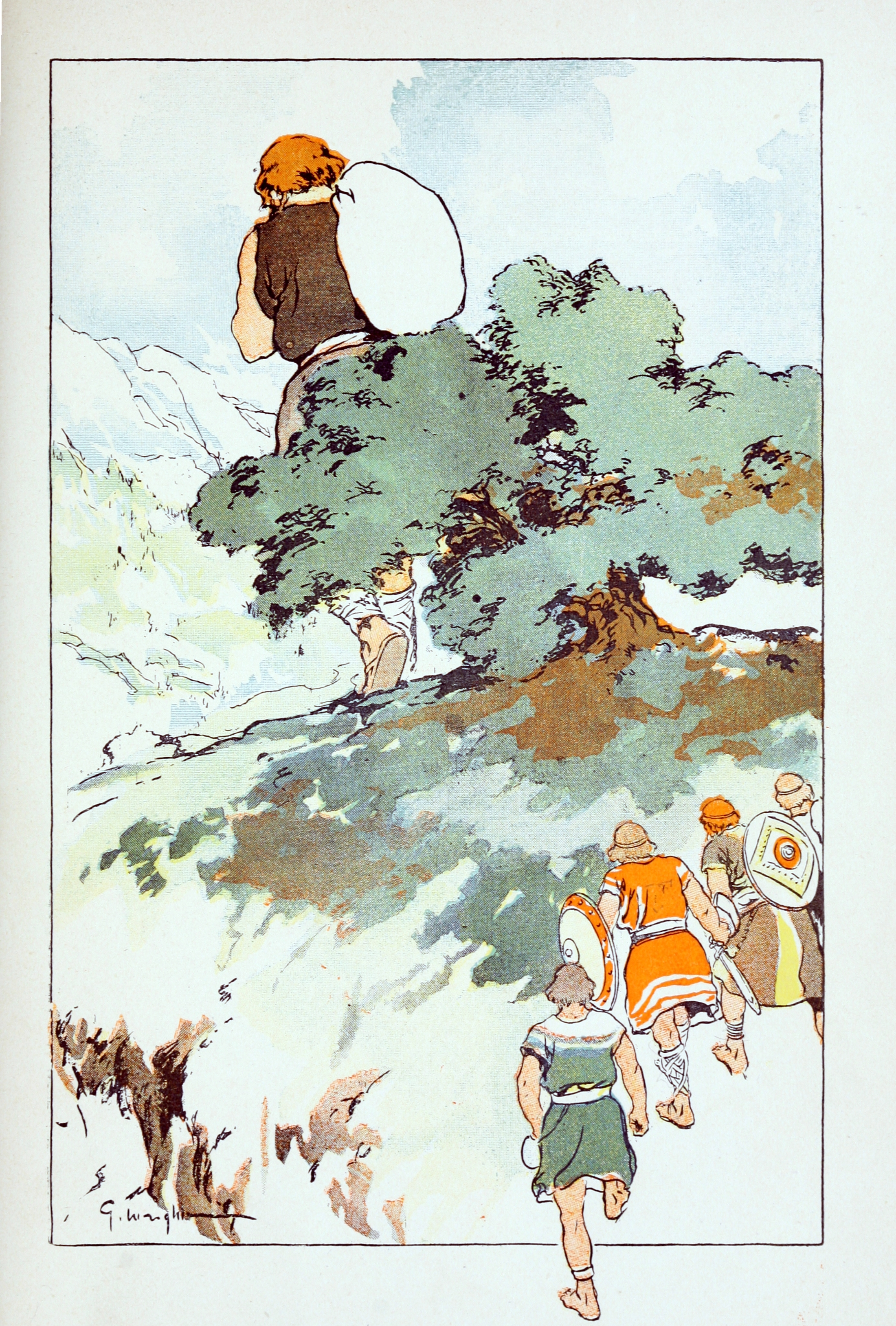
Het gezelschap reist verder, Skrimir loopt voorop, Norse Stories Retold from the Eddas, George Wright, 1908

Thialfi en Röskwa (Oudnoors Þjálfi e Röskva) zijn de begeleiders van Thor. Ze zijn de kinderen van een boer, die door hun vader als verzoening aan Thor zijn geschonken. De vader is waarschijnlijk identiek aan Egill.
Thor was op reis met Loki, die van plan was om Thor voor de gek te houden. 's Nachts kwamen ze bij een boerderij waar ze onderdak wilden. De boer had niets in huis wat hij zijn gasten kon aanbieden. Daarom slachtte Thor zijn bokken Tandgniostr en Tandgrisnir en liet ze braden. Hij maakte duidelijk dat noch het vel, noch de botten stukgemaakt mochten worden. Loki haalde Thialfi over om het merg uit een bot te zuigen. De jongen deed dit en brak een bot.

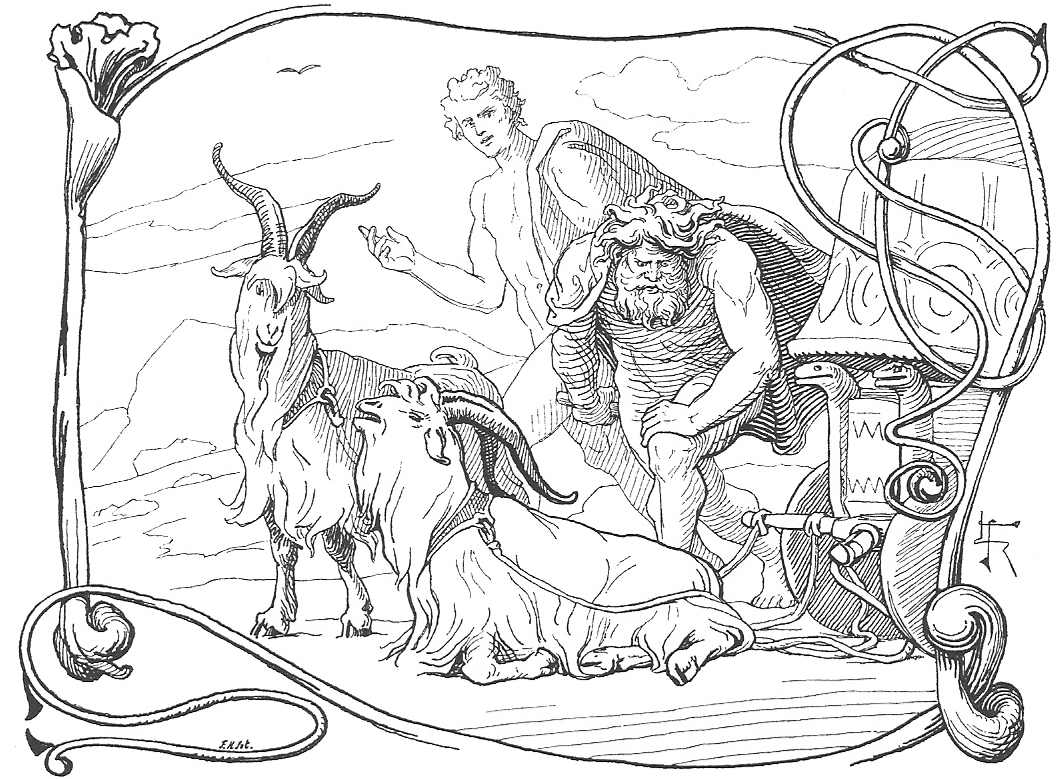
Een van de geiten kan niet opstaan, Den ældre Eddas Gudesange, Lorenz Frølich, 1895

De volgende ochtend wilde Thor zijn bokken weer herstellen en voor Oekuthor spannen. Toen merkte hij dat een van de bokken hinkte. Hij werd woedend en toen hij de reden voor het gebrek achterhaalde, eiste hij beide kinderen van de boer op. Sindsdien zijn de kinderen de permanente begeleiders en dienaren van Thor.
Na deze gebeurtenissen reisde het gezelschap naar Útgarða-Loki, waar een wedstrijd tussen Thialfi en Hugi gehouden werd. Thialfi verloor.
In het tweekamp tussen Thor en Hrungnir hielp de jongen de Asen, door Hrungnir een verraderlijke tip te geven. Bovendien versloeg hij bij deze gelegenheid de leemreus Mökkurkalfi.